# Phyllophaga nogales
Phyllophaga nogales är en skalbaggsart som beskrevs av Saylor 1940. Phyllophaga nogales ingår i släktet Phyllophaga och familjen Melolonthidae. Inga underarter finns listade i Catalogue of Life.